# Stenoplastis subcoerulea
Stenoplastis subcoerulea är en fjärilsart som beskrevs av Paul Dognin 1909. Stenoplastis subcoerulea ingår i släktet Stenoplastis och familjen tandspinnare. Inga underarter finns listade i Catalogue of Life.